# Zurita (Cantabria)
Zurita es una localidad del municipio español de Piélagos, en Cantabria. Situada en la parte sur del municipio de Piélagos, cuenta con una población de 1032 habitantes, por la localidad trascurren las aguas del rio Pas. Limita con la ciudad de Torrelavega, el municipio de Puente Viesgo y con los pueblos del municipio de Piélagos, Carandía y Vioño. En el pueblo encontramos dos iglesias, San Martín y San Julián, dos palacios, el de la Rueda y el de La Llana y un molino harinero.

## Barrios
- El Cristo
- El Bardal
- San Julián
- Las Cuevas
- San Martín
- San Antonio
- Otero
- El Puente
- El Descanso
- La Rueda
- La Tejera

## Fiestas
- 7 de enero, San Julián de Antínoe
- 16 de julio, Virgen del Carmen
- 11 de noviembre, San Martín de Tours

## Ubicación
Esta localidad se encuentra a 54 metros de altitud sobre el nivel del mar, y está a una distancia de 5 km de la capital municipal, Renedo de Piélagos, a 21 km de la capital de la comunidad autónoma (Santander) y a 7 km de la segunda ciudad más grande de la comunidad (Torrelavega). En el año 2021 contaba con una población de 993 habitantes (INE).

## Patrimonio

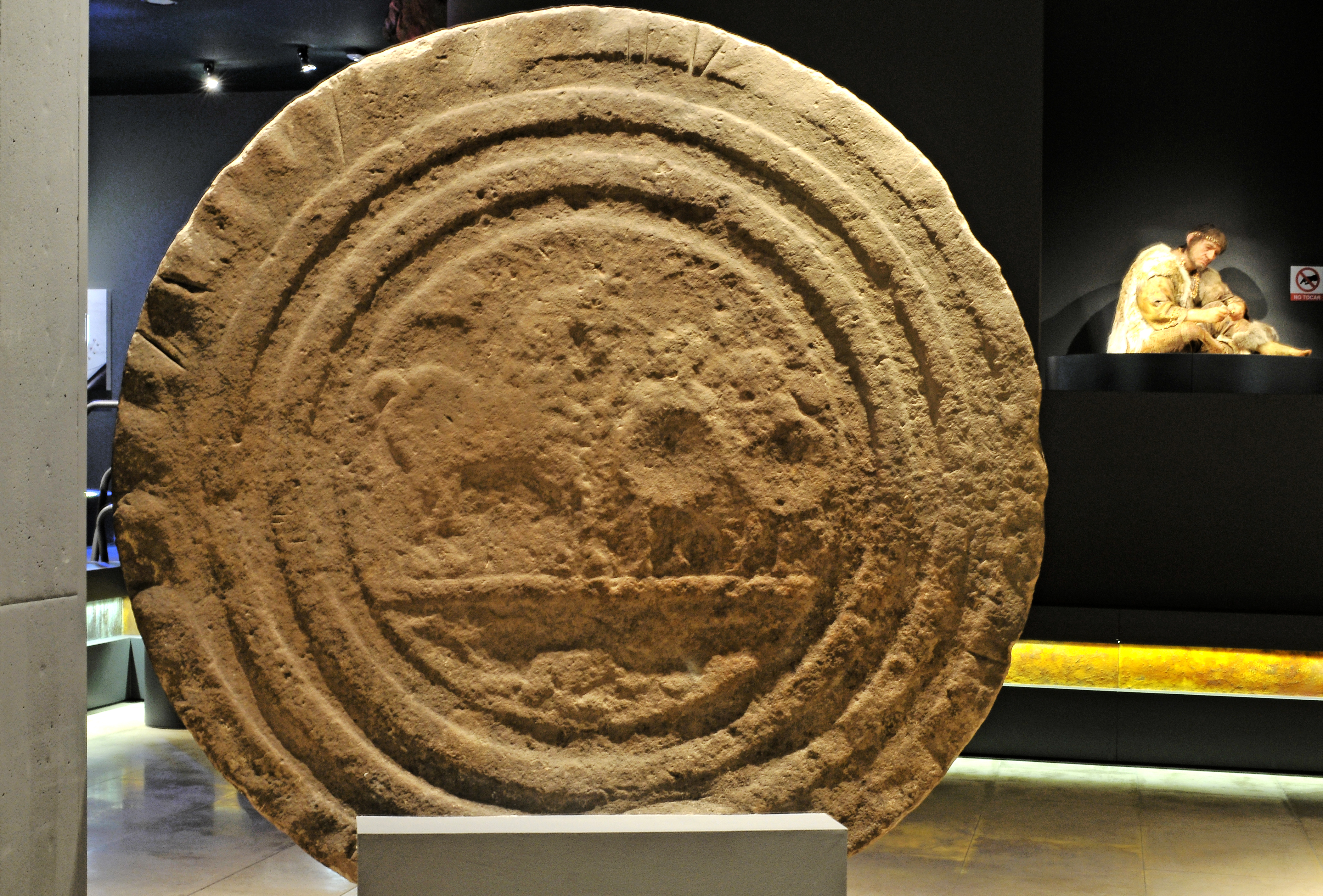
Estela de Zurita en el Museo de Prehistoria y Arqueología de Cantabria

Entre sus monumentos cabe destacar dos palacios, el de la Llana y el de la Rueda, además de dos iglesias, ambas del siglo XVII: la de San Julián y la de San Martín. La estela de Zurita, se encontró en esta localidad y es una estela cántabra que representa a un jinete, a su caballo, a un escudero y por debajo de ellos un soldado que está siendo devorado por un buitre , esta estela fue encontrada el barrio de la Rueda , muy cerca del palacio de la Rueda.
En este pueblo también hay un molino harinero del siglo XVIII, aunque existió al menos uno más.
- Iglesia de San Martín: Data del siglo XVII. Planta rectangular. Construida con sillarejos y sillares. Tiene contrafuertes y espadaña con dos campanas. Tiene un reloj de sol que mira al sur, con una fecha grabada que puede ser 1792 o 1794.[3]

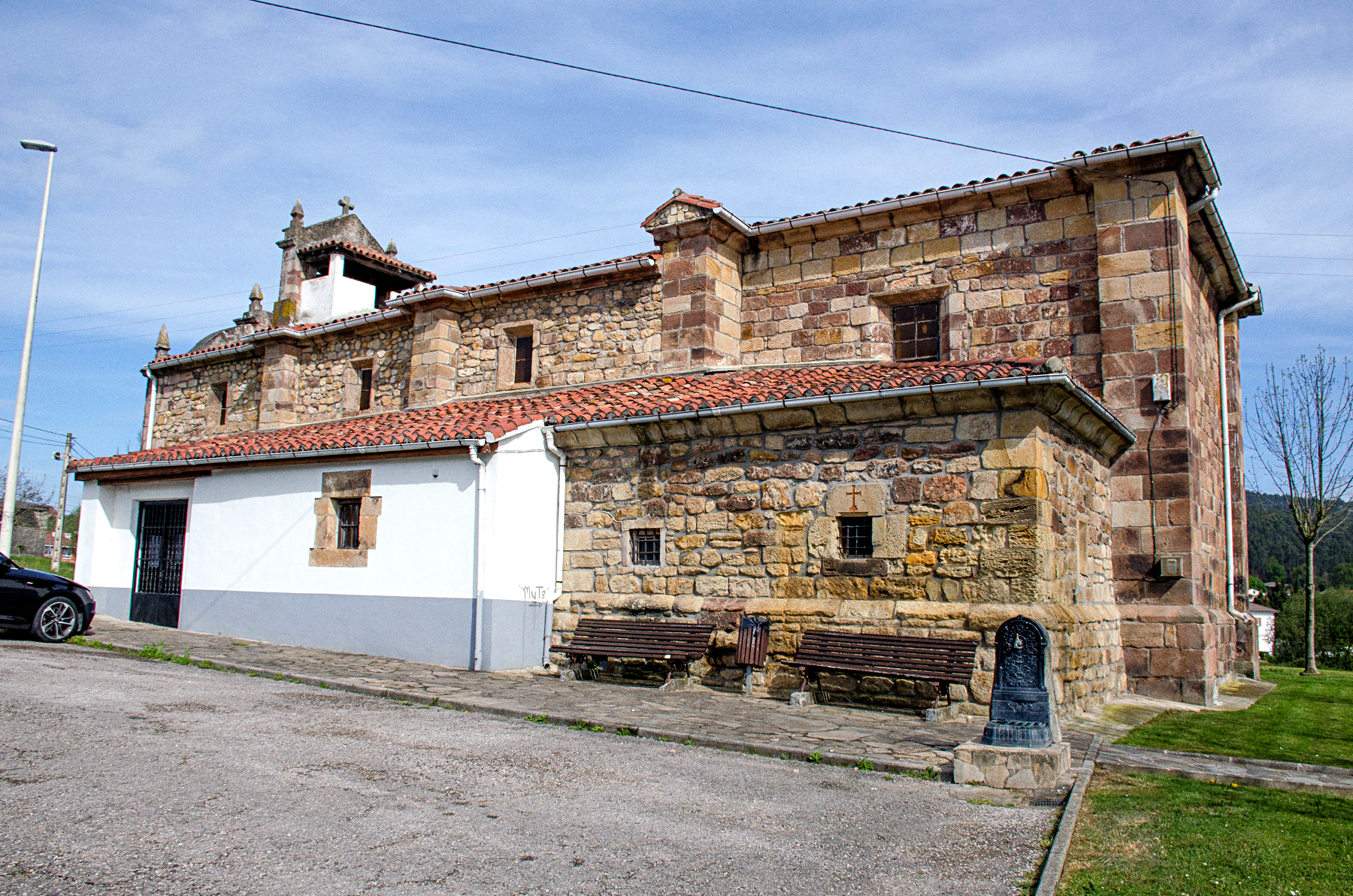
Iglesia de San Martín.

## Personas notables
- Francisco Villanueva y Velasco, capitán de infantería y alférez real, que llegó a ser Regidor Perpetuo de San Luis de Potosí.